# Taech'ŏng-bong
Taech'ŏng-bong är en bergstopp i Sydkorea.   Den ligger i provinsen Gangwon, i den norra delen av landet, 140 km öster om huvudstaden Seoul. Toppen på Taech'ŏng-bong är 1 693 meter över havet. Taech'ŏng-bong ingår i Sŏrak-sanmaek.
Terrängen runt Taech'ŏng-bong är kuperad åt sydväst, men åt nordost är den bergig. Taech'ŏng-bong är den högsta punkten i trakten. Runt Taech'ŏng-bong är det ganska glesbefolkat, med 42 invånare per kvadratkilometer. Närmaste större samhälle är Sokcho, 14,8 km nordost om Taech'ŏng-bong. I omgivningarna runt Taech'ŏng-bong växer i huvudsak blandskog.